# Luigi Tomasini
Pour les articles homonymes, voir Tomasini.
Alois Luigi Tomasini (Pesaro, le 22 juin 1741 - Eisenstadt, le 25 avril 1808) est un violoniste et compositeur italien, qui a passé la plus grande partie de sa longue carrière en Autriche, comme un musicien de la cour de la famille Esterházy.

## Biographie
Luigi Tomasini a probablement reçu sa première éducation musicale à Pesaro. À 16 ans, il a été découvert par le prince Paul II Anton Esterházy, au cours d'un voyage en Italie: embauché comme domestique, il rejoint l'orchestre de la cour des Esterházy à Eisenstadt (1757). Le talent démontré par le jeune musicien a encouragé le prince à l'envoyer à Venise en 1759 où il a perfectionné sa technique du violon. Retourné à Eisenstadt vers 1761, au moment où Joseph Haydn est devenu maître de chapelle chez les Esterházy, il est devenu Konzertmeister (premier violon) à la cour des Esterházy. Il sera maître de chapelle en 1766, lorsque Haydn a pris la place de Gregor Joseph Werner pour la direction de l'orchestre de la cour.
Tomasini a eu deux épouses: la première, Josepha Vogl, avec qui il a eu douze enfants. Josepha Vogl est morte en 1793. Tomasini a alors épousé en 1799 Barbara Feichtinger âgée de vingt-quatre ans, avec qui il a eu un autre fils. Parmi ses enfants, on connaît :
- Antonio (Edmund) (1775-1824) qui était comme son père violoniste dans l'orchestre de la famille Esterházy[6].
- Luigi (1779-1858), élève de Haydn, a également été membre de l'orchestre d'Esterházy à partir de 1796. Il a été congédié pour avoir épousé sans la permission du prince la chanteuse Sophie Groll; cependant, il a été repris grâce à l'intercession de Haydn[6] (qui avait été le parrain[7]).
- Giuseppe et Elisabetta: tous deux devenus chanteurs et ont travaillé pour la Esterhazy.

Tomasini est principalement un violoniste. On croit que Haydn a écrit pour Tomasini ses trois concertos pour violon, des symphonies concertantes pour violon (surtout la Sinfonia concertante en si bémol numéro 105) et des parties de violon des quatuors.
L'estime des Esterházy à l'égard de Tomasini a été toujours très élevée: Tomasini est le musicien le mieux payé. Il était l'un des rares musiciens qui avaient le droit d'être accompagné à la Cour par sa femme, ainsi que le précise le testament de Nicolas Ier Esterházy (1790 ) avec une pension à vie de 400 Gulden. Il a eu le privilège d'être enterré dans la crypte des Capucins à Eisenstadt, où étaient enterrés les Esterhazy et où Haydn sera enterré.

## Œuvres
Parmi ses compositions, citons:
- Plusieurs symphonies (au moins 2, perdues)
- 3 concertos pour violon (un perdu)
- Des concertos pour deux violons
- Plusieurs sonates pour violon
- 30 Quatuors à cordes (six de perdus), dont les trois quatuors à cordes bien connus Op. 8 (1808)
- 24 Trios pour viola da bordone, l'instrument favori du prince Nicolas

## Source
- (it) Cet article est partiellement ou en totalité issu de l’article de Wikipédia en italien intitulé « Luigi Tomasini » (voir la liste des auteurs).